# Массімо Фаббріці
Массімо Фаббріці  (італ. Massimo Fabbrizi, 27 серпня 1977) — італійський стрілець, олімпійський медаліст.

## Виступи на Олімпіадах
| Олімпіада   | Дисципліна       | Місце |
| ----------- | ---------------- | ----- |
| Лондон 2012 | траншейний стенд | 2     |

## Зовнішні посилання
- Досьє на sport.references.com [Архівовано 14 серпня 2012 у Wayback Machine.]